# Cochlicopa
Cochlicopa är ett släkte av snäckor som beskrevs av Férussac 1821. Cochlicopa ingår i familjen agatsnäckor.
Kladogram enligt Catalogue of Life och Dyntaxa:
| Cochlicopa | \| \| allmän agatsnäcka \| \| \| \| \| \| mindre agatsnäcka \| \| \| \| \| \| Cochlicopa morseana \| \| \| \| \| \| större agatsnäcka \| \| \| \| \| \| mellanagatsnäcka \| \| \| \| |
|            | \| \| allmän agatsnäcka \| \| \| \| \| \| mindre agatsnäcka \| \| \| \| \| \| Cochlicopa morseana \| \| \| \| \| \| större agatsnäcka \| \| \| \| \| \| mellanagatsnäcka \| \| \| \| |
|            | allmän agatsnäcka |
|            | |
|            | mindre agatsnäcka |
|            | |
|            | Cochlicopa morseana |
|            | |
|            | större agatsnäcka |
|            | |
|            | mellanagatsnäcka |
|            | |

## Bildgalleri

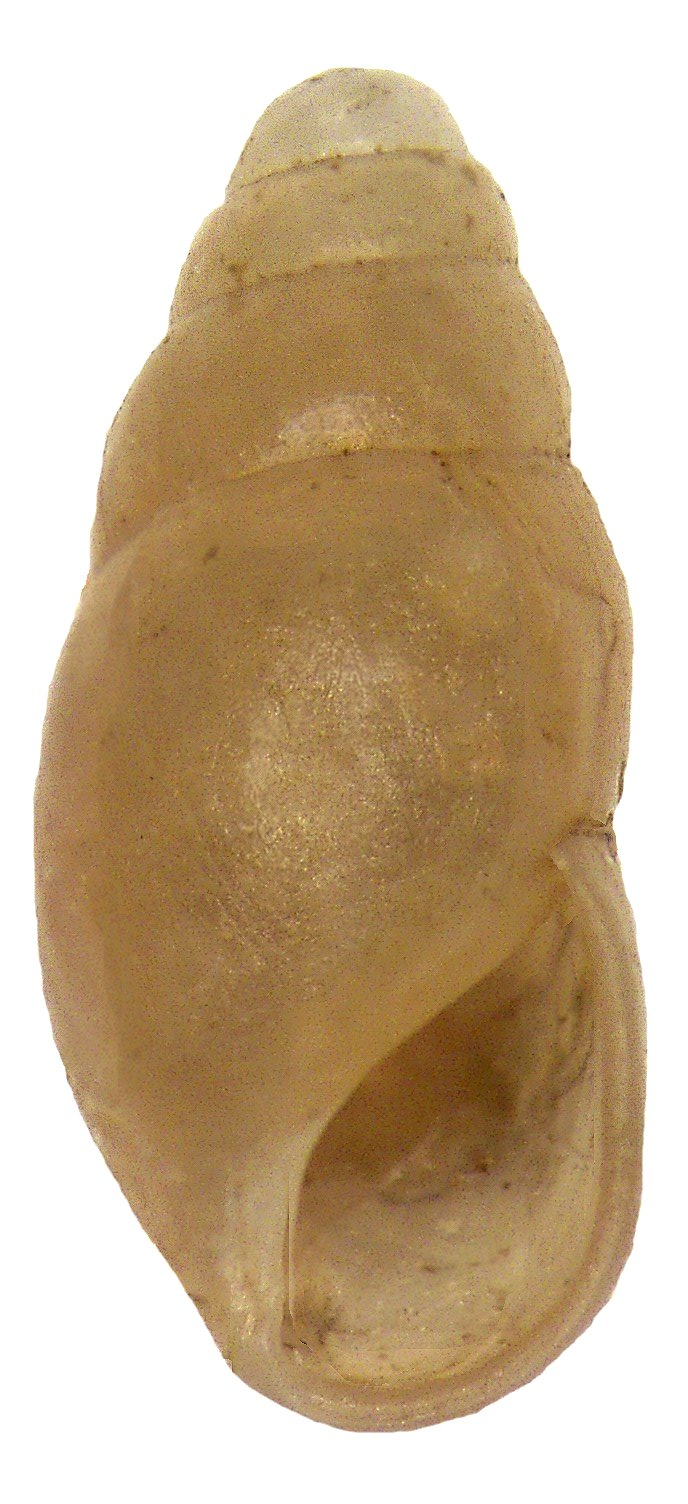
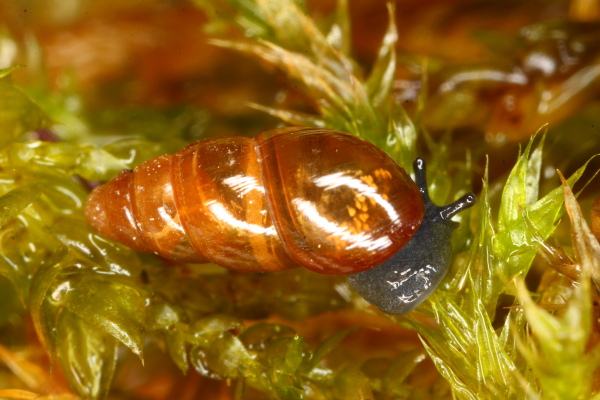
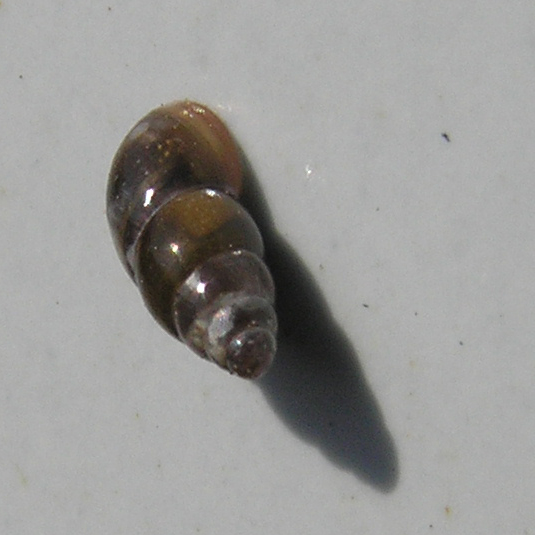
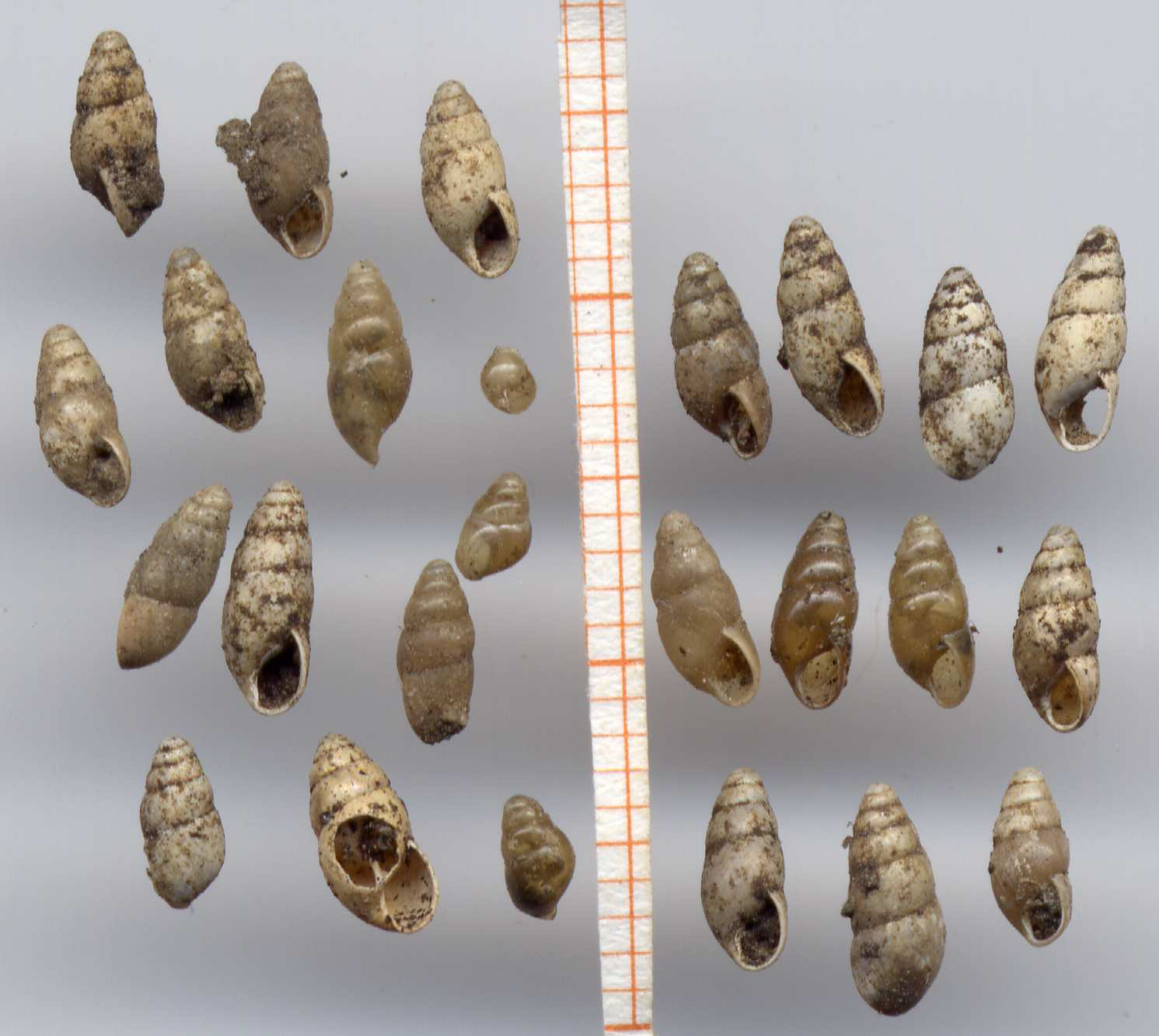
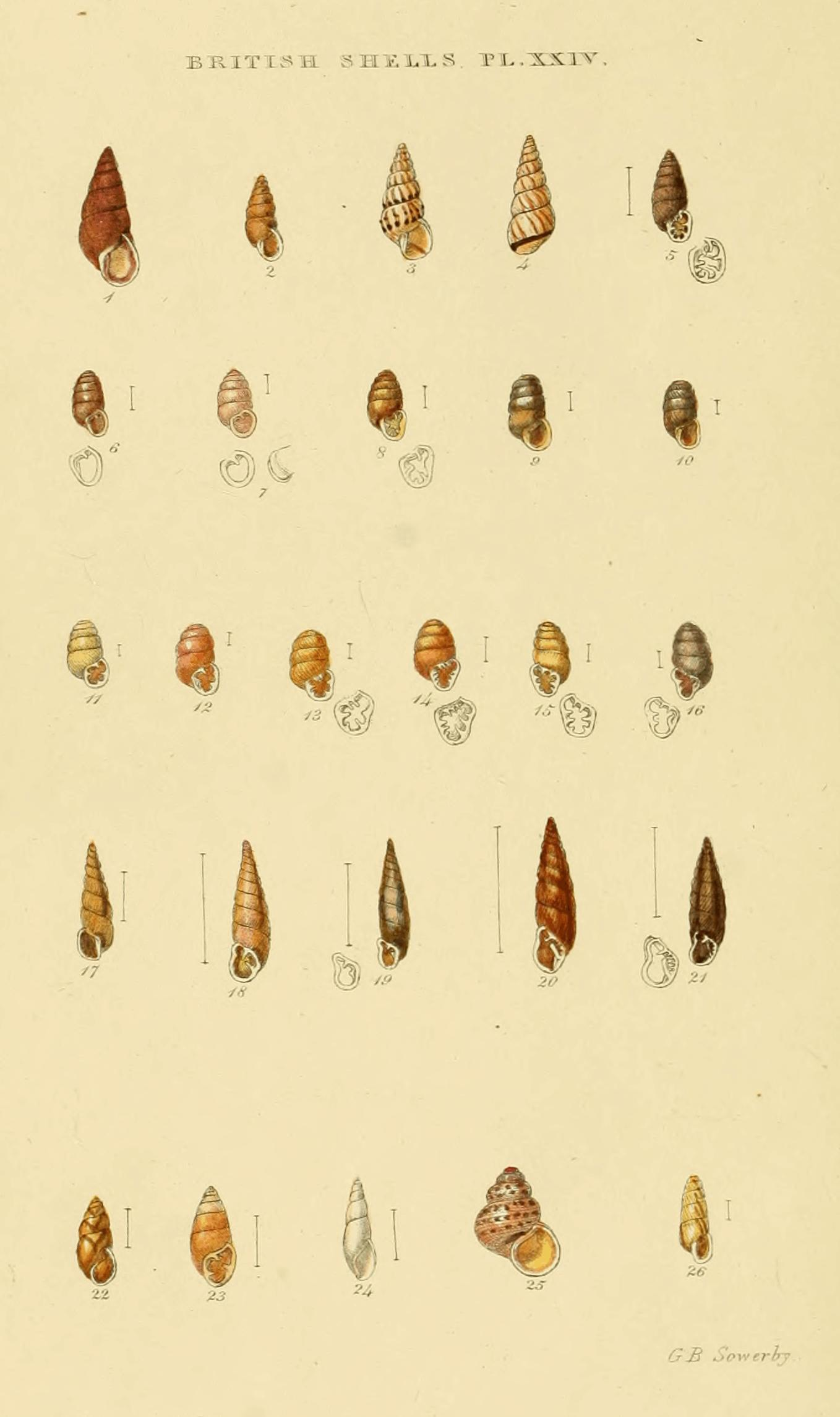
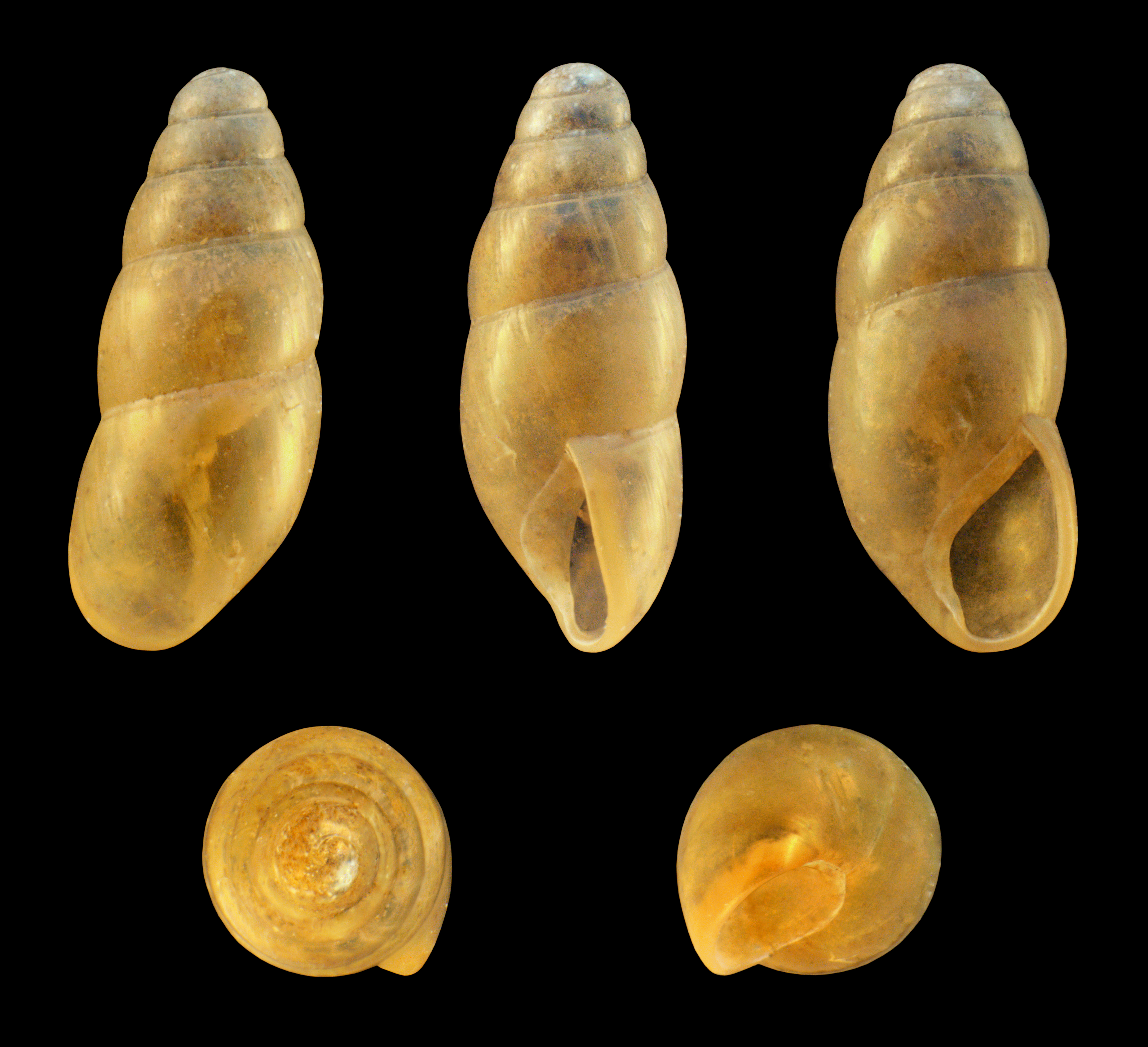